# 蒙特雷帕克
蒙特利公園（英語：Monterey Park），又译蒙特雷帕克，美國華裔普遍簡稱蒙市，是美國加利福尼亞州洛杉磯郡的小城市，位於洛杉磯市東面，聖蓋博谷帝王山腳（King Hills），佔地7.73平方英哩。根據2010年人口普查，該市共有60,269人，亞裔占逾三分之二，其中絕大多數為華裔。蒙市在美國華人主要聚居城市中佔有重要指標地位。
臺灣的新北市永和區以及中國大陸的泉州市、廣州市、潮州市同為蒙市的友好城市。
蒙市的丁胖子广场，是来自中国大陆地区非法移民的主要聚集地之一。 

## 歷史
南北戰爭後，理查德·加維（嘉偉）在這裡定居。
1916年，成立。這個名字取自一張舊的政府地圖，該地圖顯示該地區橡樹覆蓋的山丘為蒙特利山。
20世紀20年代到40年代幾乎沒發展。
20世纪70年代起，為數不少的台裔美國人相繼遷入蒙市，使該市有「小台北」之稱。到了90年代，蒙市成為「全美首個華裔人口過半的城市」。晚近十多年則有大量中國大陸籍人士移居該市，部分臺灣移民再度遷居，東向落腳至居住品質更高的亞凱迪亞、羅蘭崗、核桃市及鑽石吧，或南向至新興城市喜瑞都、爾灣市等。1982年，生于天津、长于台北的陳李琬若（Lily Lee Chen）女士當選蒙市首位華裔市議員，並於1983年當選為該市市長（榮譽職，由市議會五位議員依資歷相互推選），成為「全美首位華裔女市長」（洛杉磯郡喜瑞都於同年產生全美首位華裔市長黃錦波）。

## 教育與文化
蒙市共有四個學區，分別是西北區的「阿罕布拉學區」、東北區的「嘉偉學區」、西南區的「洛杉磯聯合學區」以及東南區的「蒙地貝洛聯合學區」。該市也有一個提供二年制職業教育和大學課程的「東洛杉磯学院」。
此外，蒙特利公園有「布格麥爾紀念圖書館」（Bruggemeyer Memorial Library）。

## 公共交通
由洛杉矶县都会运输局（LA Metro）运营的Metro Local 70路行经东西横贯蒙特利公園的Garvey Blvd，从蒙市坐70路到洛杉矶市中心仅需半小时。70路发车频率为工作日高峰10－15分钟一班，工作日平峰及週末白天每15分钟一班，一週七天24小时运行。770路途经Garvey Blvd和Atlantic Blvd，从蒙市坐770路到东洛杉矶学院（East LA College）仅需10分钟，到洛杉矶市中心约40分钟。770路发车频率为工作日高峰10－15分钟一班，工作日平峰每15分钟一班，週六每20分钟一班，週日不运营。
LA Metro旗下的各公交线路具体班次及票价信息可查询LA Metro官网 （页面存档备份，存于）。此外，谷歌地图，苹果IOS自带地图以及Transit App均可查询全美所有巴士及轨交的站点和班次信息。

## 姊妹城市
| 友好城市   | 结好时间      | 签字地点     |
| ---------- | ------------- | ------------ |
| 中國泉州市 | 1994年2月24日 | 蒙特利公園市 |
| 中國潮州市 | 2012年7月31日 | 美國蘭頓     |

## 人口
根據2010年美國人口普查，該市擁有60,269名居民，白人佔19.4%，亞裔美國人佔66.9%，非裔美國人僅佔0.4%。

## 外部連結
- （中文）蒙特利公園
- （英文）蒙特利公園政府首页 （页面存档备份，存于）